# ووی
ووی (به لاتین: Voi) یک منطقهٔ مسکونی در کنیا است که در Taita-Taveta County واقع شده‌است. ووی ۴۵٬۴۸۳ نفر جمعیت دارد و ۵۸۰ متر بالاتر از سطح دریا واقع شده‌است.